# راوتنستال
latitudeراوتنستالlongitudeراوتنستال
راوتنستال (به انگلیسی: Rawtenstall) یک شهرک در بریتانیا است که در انگلستان واقع شده‌است.

## خصوصیات
راوتنستال ۲۲٬۰۰۰ نفر جمعیت دارد.